# ピエルレオーニのルンゴテヴェレ

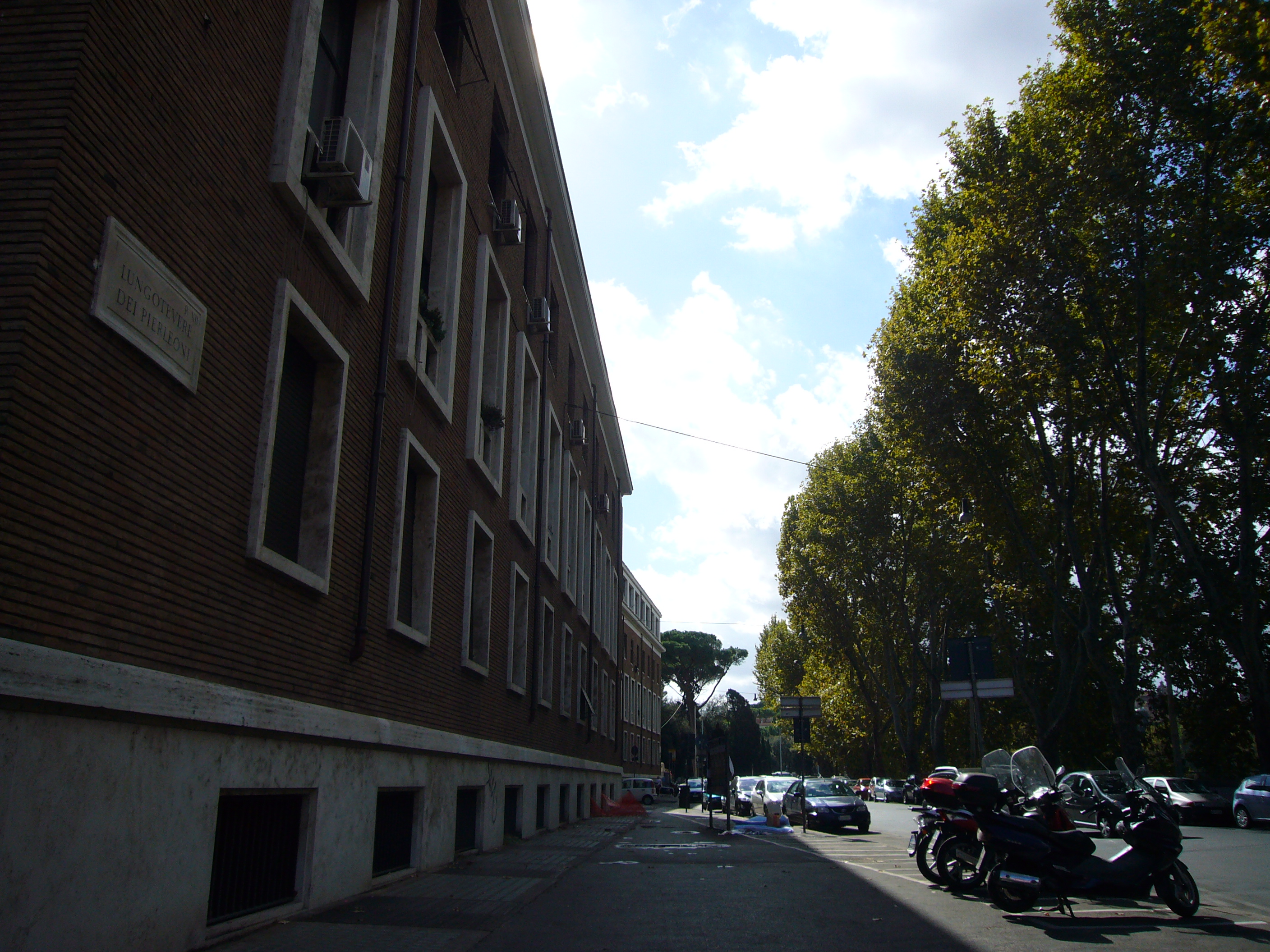
ピエルレオーニのルンゴテヴェレ

ピエルレオーニのルンゴテヴェレ（Lungotevere_dei_Pierleoni）は、ローマのリオーネ・リパにあるモンテ・サヴェッロ広場とパラティーノ橋を結ぶロンゴテヴェレの区間。
このルンゴテヴェレは、テヴェレ川の岸辺に家、塔、要塞を所有していた古代ローマのピエルレオーニ家にちなんで名付けられ、1887年7月20日の法律で制定された。